# Indalecio Allende
Indalecio Allende Herrera (N. en San Miguel de Allende, abril de 1792 - † Acatita de Baján, Coahuila, 21 de marzo de 1811) fue un militar del ejército insurgente en México que simpatizó con el proyecto de independencia del país. Luchó al lado de Miguel Hidalgo y Costilla  y su padre, Ignacio en la primera etapa de la guerra de independencia. Relevó a Hidalgo junto con su padre en el liderazgo de los insurgentes. En Acatita de Baján, Francisco Ignacio Elizondo les tendió una trampa a los insurgentes, en la emboscada de ese mismo lugar resultó muerto Indalecio (él mismo). Su asesino: el mismo traidor Francisco Ignacio Elizondo.

## Semblanza biográfica
Nació en San Miguel el Grande, en 1792. En 1797 cursó la primaria y años después, en 1810 se incorporó al ejército de Miguel Hidalgo y Costilla. Participó en las siguientes batallas:
- Toma de la Alhóndiga de Granaditas
- Batalla del Monte de las Cruces
- Batalla de Aculco
- Toma de Valladolid
- Batalla de Guanajuato
- Batalla de Puente de Calderón

Fue a los Estados Unidos junto a su padre a comprar armas pero en un momento crucial, el 21 de marzo de 1811 justo en Acatita de Baján ya que se dice, viajaba en el séptimo de los carros junto a sus padres, Ignacio Allende y Antonia Herrera cuando fue aprehendido en Acatita de Baján y opuso resistencia, a lo que Ignacio Elizondo lo mató, haciendo sufrir a su padre, Ignacio Allende.